# Acanthistius pictus
Acanthistius pictus is een  straalvinnige vissensoort uit de familie van zaag- of zeebaarzen (Serranidae). De wetenschappelijke naam van de soort werd voor het eerst geldig gepubliceerd in 1846 door Johann Jakob von Tschudi.
De soort staat op de Rode Lijst van de IUCN als niet bedreigd, beoordelingsjaar 2007.
A. pictus komt voor in de oostelijke Stille Oceaan, en wordt aangetroffen aan de kust van zuidelijk Ecuador, Peru en tot in Centraal-Chili. Tschudi vond deze vis tijdens zijn reis in Zuid-Amerika op de markten van de Chileense havenstad Valparaíso.